# Eugen Voica
Eugen „Titi” Voica (n. 2 decembrie 1969 în Bistrița, România) este un fost mijlocaș român de fotbal.

## Activitate
- Politehnica Timișoara (1991-1992)
- Universitatea Cluj (1992-1993)
- Politehnica Timișoara (1994-1994)
- Universitatea Cluj (1994-1995)
- Gloria Bistrița (1995-1998)
- Universitatea Cluj (1998-1998)
- Ceahlăul (1999-1999)